# 大陆政策 (德意志帝国)
大陆政策（德語：Kontinentalpolitik）是德意志帝国首任宰相奥托·冯·俾斯麦在执政期间（1870年代至1880年代）推行的对外政策。俾斯麦出于现实政治的考虑，认为德国的利益重心在欧洲大陆而不在海外殖民。“大陆政策”的策略是拉拢英国、联合奥匈帝国，以孤立和削弱法国并抑制俄国。1890年，俾斯麦被迫向新即位的德皇威廉二世辞职，“大陆政策”让位于威廉二世的“世界政策”。